# L'avventuriera (film 1951)
L'avventuriera (The Law and the Lady) è un film del 1951 diretto da Edwin H. Knopf.

## Trama
Nel cuore della Londra di fine Ottocento, la giovane cameriera Jane Hoskins viene accusata di aver rubato un paio di preziosi orecchini di diamanti alla sua datrice di lavoro, Lady Sybil Minden. L’ispettore McGraw è incaricato delle indagini ma, inaspettatamente, interviene Nigel Duxbury, cognato di Lady Sybil, che si autoaccusa del furto. Nigel confessa di aver agito per frustrazione, avendo perso il suo diritto all’eredità a favore del fratello gemello maggiore, Lord Minden. In un gesto di perdono, quest’ultimo regala, comunque, gli orecchini a Nigel. Costui, colpito dalla determinazione e dall’eleganza di Jane, decide di coinvolgerla nei suoi piccoli raggiri truffaldini. Jane, inizialmente riluttante, accetta e si unisce a Nigel in una serie di inganni raffinati tra Monte Carlo, Shanghai e San Francisco. Fingendosi Lady Loverly, una nobildonna, Jane conquista la fiducia dell’alta società, tra cui la generosa vedova Julia Wortin. Nigel, per rafforzare la copertura della loro truffa, si finge il domestico di Jane e si fa assumere proprio da Mrs. Wortin come maggiordomo. La vedova, convinta dalla raccomandazione di Jane e ignara del piano dei due, lo accoglie in casa con fiducia, permettendogli di avvicinarsi al vero obiettivo: la cassaforte che contiene i suoi preziosi gioielli.
Durante un soggiorno a casa della vedova, Jane attira l’attenzione del fascinoso Juan Dinas, vicino di casa e membro dell’aristocrazia spagnola. Nonostante le riserve della nonna di Juan, la nobile principessa Margarita, Juan continua a corteggiare Jane e arriva perfino a chiederle la mano. Jane, lusingata e sempre più coinvolta, confessa a Nigel i suoi sentimenti per Juan e il desiderio di una vita diversa. Tuttavia, l’affetto per Nigel e il rimorso per le proprie azioni la spingono a restituirgli gli orecchini e a volerlo aiutare economicamente. Ma proprio quando sembra voler cambiare strada, Jane cede alla tentazione e ruba i gioielli di Mrs. Wortin, lanciandoli a Nigel dalla finestra. Juan li sorprende e affronta Jane, che ammette apertamente il furto. Una catena di eventi innescata da quell’ammissione li condurrà a un inaspettato confronto con la giustizia, mentre l’ispettore McGraw torna in scena con nuove, sconvolgenti notizie sul destino della famiglia Duxbury. Da quel momento, le scelte di Jane e Nigel metteranno alla prova ciò che entrambi sono diventati, spingendoli a confrontarsi con le proprie ambizioni, i sentimenti e il peso delle loro azioni.

## Differenti versioni
Dalla pièce teatrale di Frederick Lonsdale vennero tratti diversi adattamenti cinematografici:
- L'onestà della signora Cheyney (The Last of Mrs. Cheyney) di Sidney Franklin (1929) interpretato da Norma Shearer
- La fine della signora Cheyney (The Last of Mrs. Cheyney) di Richard Boleslawski (1937) interpretato da Joan Crawford
- L'avventuriera (The Law and the Lady) di Edwin H. Knopf (1951), interpretato da Greer Garson
- I piaceri della signora Cheney (Frau Cheneys Ende) di Franz Josef Wild (1961), interpretato da Lilli Palmer